# Eroberung von Chusan (1841)
Kowloon – 1. Chuenpi – 1. Chusan – Damm – 2. Chuenpi – Humen – First Bar Island – Whampoa Island – Broadway – 1. Kanton – 2. Kanton – Sanyuanli – Amoy – 2. Chusan – Zhenhai – Ningbo – Ciqi – Zhapu – Wusong – Zhenjiang – Nerbudda
Bei der Zweiten Schlacht von Chusan eroberte das britische Expeditionskorps die auf der Insel Zhoushan befindliche Stadt Dinghai am 1. Oktober 1841 zum zweiten Mal während des Ersten Opiumkriegs.

## Hintergrund
Die Strategie der Briten war es, durch die Eroberung von Küstenstädten ihre militärische Überlegenheit zu demonstrieren und somit das Kaiserreich China zu einem Frieden mit weitreichenden Zugeständnissen zu zwingen. Die Insel Chusan war bereits nach der Ersten Schlacht von Chusan kurzzeitig in britischem Besitz gewesen und war im Rahmen der Verhandlungen der gescheiterten Konvention von Chuenpi im Frühjahr 1841 wieder geräumt worden.
Die chinesischen Kräfte zur Verteidigung der Insel beliefen sich auf rund 5600 Soldaten. Diese waren an der Stadtmauer und einer Erdwallbefestigung entlang der Südküste der Insel stationiert. Das britische Expeditionskorps stellte für die erneute Eroberung von Zhoushan sieben konventionelle Kriegsschiffe, vier dampfgetriebene Kriegsschiffe und 19 Transportschiffe ab. Die Zahl der mitgeführten Soldaten und Seeleute belief sich auf etwa 4000 bis 5000 Mann. Die Anfahrt der britischen Flotte verzögerte sich durch die Wetterlage und die unterschiedliche Geschwindigkeit der verschiedenen Schiffe.

## Verlauf

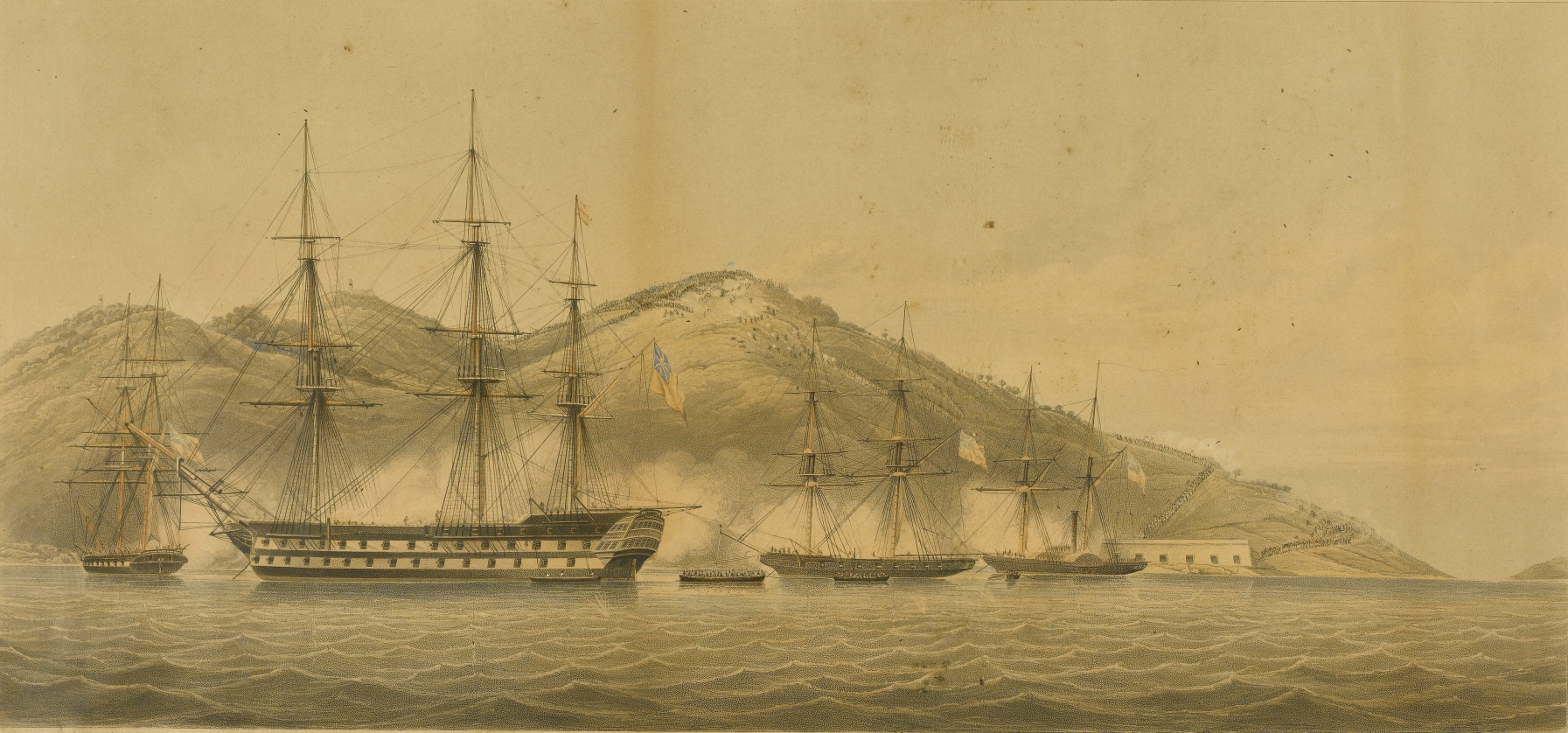
Britische Kriegsschiffe (v. l. n. r.: HMS Columbine, HMS Wellesley, HMS Cruizer, HMS Phlegethon) beschießen chinesische Küstenbatterien, während im Hintergrund britische Truppen den Hügel erklimmen und in die Verteidigung der Küstenstellung eindringen.

Am 16. September 1842 lieferte sich die Phlegeton als eines der ersten angekommenen Kriegsschiffe ein Artilleriegefecht mit den Qing-Truppen auf der Insel. Am 18. September war die Flotte zu großen Teilen in einiger Entfernung der Insel versammelt. Die Oberbefehlshaber der Marine und der Bodentruppen Hugh Gough und William Parker trafen jedoch erst am 25. beziehungsweise am 21. September bei der Flotte ein. Die britischen Kommandeure wollten zuerst Zhenhai angreifen, aufgrund der Wetterlage disponierten sie jedoch für einen Angriff auf Zhoushan um. Am 26. September führten Gough und Parker eine gemeinsame Inaugenscheinnahme der britischen Befestigungen vom Dampfschiff Nemesis durch. Das Schiff geriet dabei unter Feuer der Küstenbatterien, konnte sich jedoch aus deren Aktionsradius fernhalten. Die britischen Quellen beschreiben, dass sie vom 26. bis 30. September Aufklärungs- und Vorbereitungsoperationen für den Angriff durchführten. Die chinesische Seite wertete diese Aufklärungsmissionen als Beginn der Schlacht und sah das Abdrehen der Schiffe als Zeichen der Effektivität der eigenen Artillerie.
Am 1. Oktober 1841 begann der eigentliche Angriff des britischen Expeditionskorps. Die Briten brachten auf der Dinghai vorgelagerten Insel Wukuishan eine Artilleriebatterie an Land. Zusammen mit der Flotte nahm diese die Küstenverteidigung und die Stadtmauer unter Beschuss. Unter dem Deckungsfeuer der Flotte brachten britische Schiffe östlich der Küstenbefestigung rund 1500 Soldaten an Land. Ein Gegenangriff von rund 800 Qing-Soldaten scheiterte am Feuer der Briten. Das Artilleriebombardement und der Bodenangriff auf die Flanke der Verteidiger brachten den Widerstand der Qing-Truppen zum Erliegen. Am 1. Oktober gegen 14 Uhr hissten Soldaten des Expeditionskorps erneut den Union Jack über der Stadt Dinghai.

## Folgen
Über die Verluste der Qing liegen keine Statistiken vor. Sicher ist, dass alle drei Regionalbefehlshaber der Insel im Gefecht umkamen. Das britische Militär verzeichnete zwei Tote und 27 Verwundete. Die chinesischen Berichte an den Kaiser, die von Beamten geschrieben wurden, die nicht vor Ort gewesen waren, schilderten die Schlacht als mehrtägige Abwehrschlacht, bei der die zahlenmäßig unterlegene Garnison der Insel gegen 10.000 bis 30.000 Soldaten in britischen Diensten gekämpft habe. Die britischen Soldaten wurden als übergelaufene Han-Chinesen geschildert, obwohl die Briten keine Chinesen als Kombattanten in ihren Diensten hatten. Die wahrheitswidrige Berichterstattung an die Zentralmacht verhinderte wie nach anderen Schlachten adäquate Vorbereitungen auf erneute britische Angriffe seitens der Chinesen. Die britische Flotte wandte sich nach dem Sieg bei Dinghai ihrem eigentlichen Ziel Zhenhai, dem Sitz des Generalgouverneurs Yuqian, zu.